# Astrid Rondero
Astrid Rondero est une réalisatrice, scénariste, productrice et monteuse mexicaine.

## Filmographie
| année | film                             | réalisatrice | productrice | scénariste | monteuse | notes         |
| ----- | -------------------------------- | ------------ | ----------- | ---------- | -------- | ------------- |
| 2006  | Julieta                          | Oui          | Oui         | Oui        | Oui      | court métrage |
| 2010  | De este mundo                    |              | Oui         |            | Oui      | court métrage |
| 2011  | En Aguas Quietas                 | Oui          | Oui         | Oui        | Oui      | court métrage |
| 2014  | 400 Maletas                      |              | Oui         |            | Oui      | court métrage |
| 2015  | Plástico                         |              |             |            | Oui      | long métrage  |
| 2016  | The Darkest Days of Us           | Oui          |             |            |          | long métrage  |
| 2017  | Los días más oscuros de nosotras | Oui          | Oui         | Oui        | Oui      | long métrage  |
| 2024  | Sujo                             | Oui          | Oui         | Oui        | Oui      | long métrage  |